# Dactylochelifer gruberi
Espèce
Dactylochelifer gruberi est une espèce de pseudoscorpions de la famille des Cheliferidae.

## Distribution
Cette espèce se rencontre en Turquie, en Géorgie, en Arménie et en Azerbaïdjan.

## Publication originale
- Beier, 1969 : Weitere Beiträge zur Kenntnis der Pseudoskorpione Anatoliens. Annalen des Naturhistorischen Museums in Wien, vol. 73, p. 189-198.